# Sid the Science Kid
Sid the Science Kid (conhecido no Brasil como Sid, o Cientista e em Portugal como Sid Ciência) é um desenho infantil. Sid é um rapazinho que, estimulado pela Tia Susie, investiga novos conhecimentos com os amiguinhos Gabriela, Geraldo e May. Fazem parte da série Alice, a mãe do Sid, o pai, Martin, seu irmão menor Zeke, e sua risonha avó que sempre tem uma história da infância para ensinar ao Sid. Estreou em 1 de setembro de 2008 nos Estados Unidos, criado e produzido pela The Jim Henson Company, HIT Entertainment e KCET. O desenho animado é feito em animação computadorizada (CGI) e possui algumas cenas em live-action e Animação em Flash.
O seriado infantil estimula as crianças a pensar, falar e trabalhar como cientistas, explorando o mundo a sua volta e questionando a razão de ser de todas as coisas.
Gerada por computador, o desenho animado foi produzido por HIT Entertainment em London, England, usando o Henson Digital Puppetry Studio. O desenho é produzido por captura de movimento que permite que manipuladores de marionetes reproduza personagens animados digitalmente em tempo real. A produção começou no outono de 2008 com 42 episódios de meia hora de Sid the Science Kid (seu título em inglês). Contudo a ideia original para a série seria o título: What's the Big Idea? e o personagem central, Sid, fora inicialmente chamado Josh.
No Brasil, é exibido desde de maio de 2009, na TV cabo pelo Discovery Kids, e desde 18 de abril de 2011 pela TV Cultura. Em Portugal, este desenho infantil da PBS Kids estreou na RTP 2 no bloco Zig Zag e no Canal Panda em 2011.

## Sinopse
Sid é um menino cientista que adora descobrir coisas novas e fazer perguntas. Todo dia a série traz uma pergunta científica diferente feita por Sid que é selecionada na sua escola.

## Personagens
Sid: É um garoto que adora explorar, brincar com sua melhor amiga Gabriela e seus outros amigos, ir à escola, tomar sorvete, fazer perguntas, ouvir as histórias da sua avó e adora comer banana.
Gabriela: Gabriela é atlética e muito forte. Não se engane por sua aparência e sua sainha de bailarina cor de rosa. Gabriela não é nem um pouco mimada. Ela é a única do quarteto de amigos (Sid, Gabriela, Geraldo e Mei) que sabe ler (porém isso é posto em dúvida em alguns episódios). É a melhor amiga de Sid e vai à sua casa frequentemente.
Geraldo: É um menino muito agitado, inteligente, hiperativo e gosta de fazer as coisas ao mesmo tempo. Um fato interessante é que ele está sempre tentando ser engraçado, mas às vezes falha miseravelmente.
May: May é uma colega de Sid que é míope e por isso usa óculos para enxergar. Isso foi revelado no episódio "Óculos da vovó", já que nesse episódio May demonstra que não enxerga muito bem as coisas que estão longe sem seus óculos. É amiga de Sid, apesar de os dois não conversarem muito em comparação ao tempo que ele conversa com Gabriela e Geraldo. Em vários episódios ela demonstra ser uma boa amiga e se preocupa com os outros. Foi provado em alguns episódios que ela é muito inteligente.
Tia Susie: A Tia Susie é a professora científica e cantora de Sid, Geraldo, May e Gabriela e gosta de ensinar ciência para os meninos de um jeito divertido e interessante. Ela também é uma ótima cantora, sempre terminando as aulas com uma música relacionada ao assunto do dia.
Mãe Alice: Alice é a mãe de Sid e Zeke. É uma mãe muito prestativa e faz coisas que uma boa mãe faria, como fazer comida, limpar o suco derramado, ouvir as perguntas de Sid, e levar o filho à escola. E tudo isso quase ao mesmo tempo.
Pai Martin: É o pai de Sid que é muito brincalhão como uma criança. Também é um pai, marido e filho muito atento.
Zeke: Zeke é o irmão caçula de Sid. É a atenção da casa.
Vovó: Avó paterna de Sid que conta histórias ao neto para ilustrar o que ele aprendeu na escola. Seu nome real nunca foi revelado, assim como seu marido, que possivelmente, é o avô de Sid, porém que nunca foi revelado ou mencionado na série, acredita-se que a avó de Sid seja viúva, porém nada foi especulado ainda, nem sequer confirmado

## Elenco
| Personagens              | Voz original /                  | Dublador (a)     | Dobrador (a)     |
| ------------------------ | ------------------------------- | ---------------- | ---------------- |
| Sid                      | Drew Massey                     | Fábio Lucindo    | Tiago Retrê      |
| May (Maia)               | Julianne Buescher               | Agatha Paulita   | Bárbara Lourenço |
| Gerald (Geraldo)         | Victor Yerrid                   | Sílvio Giraldi   | Sérgio Calvinho  |
| Gabriella (Gabriela)     | Alice Dinnean-Vernon            | Bianca Alencar   | Sandra de Castro |
| Tia Susie (Profª Susana) | Donna Kimball                   | Samira Fernandes | Ana Vieira       |
| Pai Martin               | Victor Yerrid                   | Márcio Araújo    | Telmo Miranda    |
| Mãe Alice                | Alice Dinnean-Vernon            | Lene Bastos      | Sandra de Castro |
| Zeke (Zeca)              | Donna Kimball                   | Rita Almeida     | Bárbara Lourenço |
| Vovó (Avó)               | Julianne Buescher Donna Kimball | Rosely Gonçalves | Bárbara Lourenço |

## Episódios da 1ª Temporada
| #  | Nome do Episódio          | Ensinação                 |
| -- | ------------------------- | ------------------------- |
| 1  | A ficha                   | Ferramentas e Medições    |
| 2  | A lupa                    | Ferramentas e Medições    |
| 3  | Quantas coisas tem aí?    | Ferramentas e Medições    |
| 4  | As medidas das coisas     | Ferramentas e Medições    |
| 5  | Ferramentas científicas   | Ferramentas e Medições    |
| 6  | Que podre!                | Mudanças e Transformações |
| 7  | Estou crescendo!          | Mudanças e Transformações |
| 8  | Quente e frio             | Mudanças e Transformações |
| 9  | A panqueca perfeita       | Mudanças e Transformações |
| 10 | Tudo muda                 | Mudanças e Transformações |
| 11 | O que é isso?             | Sentidos                  |
| 12 | Que cheiro é esse?        | Sentidos                  |
| 13 | Óculos da vovó            | Sentidos                  |
| 14 | Muito barulho!            | Sentidos                  |
| 15 | Todos os meus sentidos    | Sentidos                  |
| 16 | Escovando os dentes       | Saúde                     |
| 17 | Eu quero bolo             | Saúde                     |
| 18 | Lavando as mãos           | Saúde                     |
| 19 | Um dia de TV              | Saúde                     |
| 20 | Dia da Saúde              | Saúde                     |
| 21 | A roda quebrada           | Máquinas Simples          |
| 22 | Minha corrediça           | Máquinas Simples          |
| 23 | Invenção Surpreendente    | Máquinas Simples          |
| 24 | A Casa da Árvore          | Máquinas Simples          |
| 25 | Suba, Inácio, Suba!       | Máquinas Simples          |
| 26 | Bom Cachorro              | Vida e Ambiente           |
| 27 | Ninho de pássaro          | Vida e ambiente           |
| 28 | Sujo de terra             | Vida e ambiente           |
| 29 | Não se esqueça das folhas | Vida e ambiente           |
| 30 | Clube de insetos          | Vida e ambiente           |

Não há dados da 2ª temporada em português.

## Encontre o desenho em
DVD da Log On Multimídia, são 7 títulos diferentes.
No Clube DX TV http://www.dx.tv.br/sid